# Derek Fudesco
Derek Fudesco es un músico norteamericano nacido el 27 de febrero de 1975 con residencia en Seattle. 
Actualmente ejerce de guitarrista en la banda indie folk The Cave Singers, con quien grabó un álbum, "Invitation songs", editado en octubre de 2007, pero es conocido por haber sido bajista de la banda de Punk rock The Murder City Devils (de 1996 a 2001) y Pretty Girls Make Graves (de 2001 a 2006).
A mediados de los 90 tocó con combos de Hardcore como Death Wish Kids y Area 51. En 1995 formó junto a Spencer Moody, Dann Gallucci y Andrea Zollo (su pareja y futura cantante de Pretty Girls Make Graves) el grupo The Hookers, que sería el embrión de The Murder City Devils.

## Discografía

### QUEEN MAB
- Queen mab 7" (1994)

### TUNSTIN GAT
- Tunstin Gat 7" (1994)

### DEATH WISH KIDS
- There's Nothing In School 7" (1996)
- Demos 7" (2000)

### AREA 51
- Area 51 7" (1994)
- Discography LP (1998)

### THE HOOKERS
- The Hookers LP/CD (2003)

### THE MURDER CITY DEVILS
Álbumes:
- The Murder City Devils LP/CD - 1997
- Empty Bottles, Broken Hearts LP/CD - 1998
- In Name and Blood LP/CD- 2000
- Thelema 10"/CD - 2001
- R.I.P. 2LP/CD - Álbum en directo, 2003

Singles
- Three Natural Sixes - 1997
- Dance Hall Music - 1997
- Dancin Shoes - 1998
- Christmas Bonus Single - 1998
- Murder City Devils/Botch Split (Banda sonora para el film The Edge of Quarrel) - 1999
- Murder City Devils/Gluecifer Split - 1999
- Murder City Devils/At The Drive-In Split - 2000
- Every day I rise - 2012

### PRETTY GIRLS MAKE GRAVES
Álbumes
- Good health (2002)
- The new romance (2003)
- Élan Vital (2006)

Singles y EP
- Pretty Girls Make Graves (2001)
- More sweet soul (2002)
- Sad Girls Por Vida (2002)
- By The Throat (2002)
- Speakers push the air (2002)
- This Is Our Emergency (2002)
- All Medicated Geniuses (2003)

### THE CAVE SINGERS
- Seeds of night 7"(2007)
- Invitation songs LP/CD (2007)
- Welcome joy LP/CD (2009)
- No witch LP/CD (2011)
- Naomi LP/CD (2013)

- Datos: Q5803543